# پالی، هند
پالی (به انگلیسی: Pali) یک منطقهٔ مسکونی در هند است که در بخش عمریا واقع شده‌است. پالی ۱۲۴٬۱۷۵ نفر جمعیت دارد و ۴۵۰ متر بالاتر از سطح دریا واقع شده‌است.